# Иво Рафаилов
Иво Рафаилов е български поет и графичен дизайнер.

## Биография
Иво Рафаилов е роден на 25 февруари 1977 г. в Бургас. Завършва културология в Софийския университет „Св. Климент Охридски“, работи като графичен дизайнер. Носител е на награди за поезия, фотография и дизайн на книгата. Автор на стихосбирките „По пътя на покоя“ (1996) и „Изброими изкушения“ (2013), както и на детската книжка „Баба Дрямка“ (2021), написана съвместно със съпругата му – писателката и поетеса Йорданка Белева.

## Награди
- 1995 – Първа награда за поезия от Националния поетически конкурс „Веселин Ханчев“, приз „Златното яйце“,
- 2013 – Номинация за наградата „Николай Кънчев“[1][2]
- 2013 – Номинация за националната награда „Иван Николов“[3][4]
- 2014 – Номинация в националния конкурс „Христо Фотев“[5]
- 2014 – Национална литературна награда „Памет“ (година първа – година на Иван Методиев)[6]
- 2018 – Национална награда за дизайн на книгата „Златна четка“[7]